# Librado Rodríguez
Librado Rodríguez (20 luglio 1957 – 26 ottobre 2004) è stato un calciatore paraguaiano, di ruolo difensore.

## Carriera

### Club
Ha giocato in diverse squadre in Bolivia e in Paraguay, tra cui il Cerro Corá di Limpio, il Club Guaraní e l'Atletico Colegiales.

### Nazionale
Venne convocato dalla nazionale paraguaiana per la Copa América 1987, in cui però non scese mai in campo.